# Weißer Thun
Der Weiße Thun (Thunnus alalunga) oder Langflossenthun ist eine Thunfischart und ein bedeutender Speisefisch. Er kommt in allen tropischen und gemäßigten Ozeanen sowie dem Mittelmeer vor. Die englische Bezeichnung für diesen Fisch ist „Albacore“. In einigen Gegenden werden jedoch auch andere Thunfischarten, vor allem der Gelbflossen-Thun, als „Albacore“ bezeichnet; in Chile trägt der Schwertfisch (Xiphius gladius) die Bezeichnung „albacora“, während in anderen spanischsprachigen Nationen unter dem gleichen Namen wie der Weiße Thun bezeichnet wird.

## Merkmale

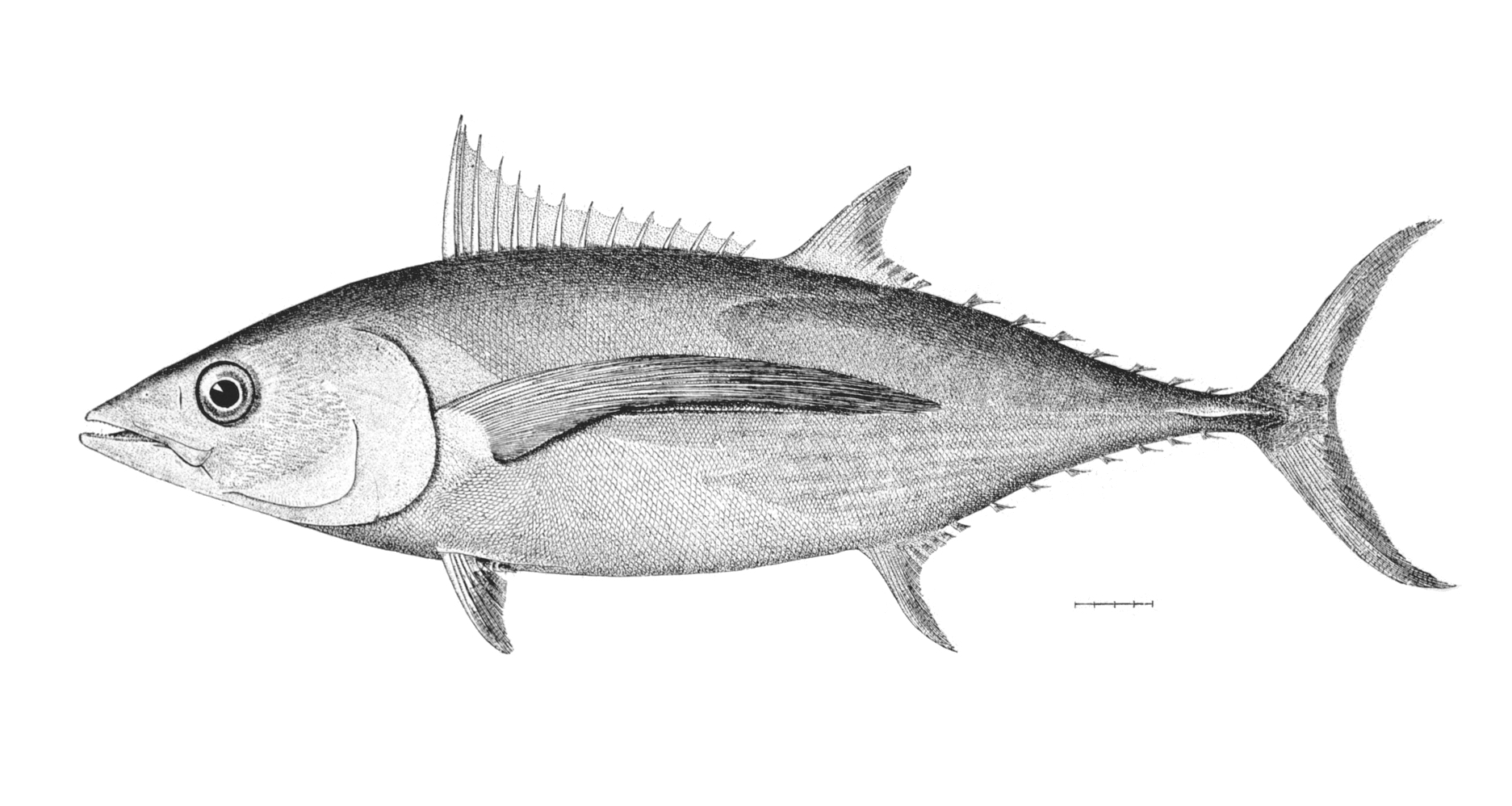
Weißer Thun (Thunnus alalunga)

Der Weiße Thun ist eine verhältnismäßig kleine Art der Thunfische. Er erreicht eine Länge von bis zu 140 cm und wird dabei bis zu 60 kg schwer. Dabei unterscheiden sich die Körpergrößen der verschiedenen Populationen; Im Oberflächenbereich des Pazifik werden vor allem kleinere Thunfische mit Körperlängen von 55 bis 80 Zentimeter gefangen, während durch Langleinenfischerei auch größere Exemplare zwischen 95 und 115 Zentimeter angelandet werden. 
Im Indischen Ozean liegen die Körperlängen in der Regel zwischen 40 und 100 Zentimeter. Im Atlantik sind Tiere bis 110 Zentimeter nicht ungewöhnlich. Die Körperfärbung ist am Rücken und den oberen Flanken blauschwarz, wobei sich ein breites, irisierendes Band über die Körperseiten zieht. Die erste Rückenflosse ist dunkelgelb, die zweite Rückenflosse und die Afterflosse hellgelb gefärbt. Die Finlets sind dunkel, der hintere Rand der Schwanzflosse hell gerandet.
Die größte Höhe erreicht der Fisch etwas weiter schwanzwärts als andere Thunfischarten. Sie liegt in der Regel nicht im Bereich der ersten Rückenflosse, sondern kurz dahinter am vorderen Ansatz der zweiten Rückenflosse. Die Brustflossen des weißen Thun sind sehr lang und entsprechend etwa 30 % der Gesamtlänge des Fisches. Die stachelige erste Rückenflosse hat eine konkave Form, wie bei allen Thunfischen folgen auf die zweite Rückenflosse sowie der Afterflosse eine Reihe von kleineren Flossen (Finlets). Die Afterflossen sind bei kleinen Individuen unter 50 Zentimeter Körperlänge im Verhältnis zu anderen Thunfischarten kürzer ausgebildet.

## Verbreitung und Lebensraum

### Verbreitungsgebiet
Das Verbreitungsgebiet des Weißen Thuns erstreckt sich weltweit durch alle Ozeane der gemäßigten und tropischen Meeresgebiete einschließlich des Mittelmeeres. Es bildet einen Gürtel vom 45. bis 50. Breitengrad nördlicher Breite bis zum 30. bis 40. Grad südlicher Breite, der nur im Bereich des östlichen Pazifik vor der Küste Mittel- und Südamerikas großflächig unterbrochen ist. Zwischen dem 10 Grad nördlicher und dem 10. Grad südlicher Breite ist er nur in größeren Tiefen und nicht an der Wasseroberfläche anzutreffen.

### Lebensraum
Der Weiße Thun ist ein Hochseefisch, der sich vor allem in den oberen und mittleren Wasserschichten bis in Tiefen von mindestens 380 Metern im Pazifik und 600 Metern im Atlantik aufhält. Dabei findet man ihn in Oberflächenwasser mit Temperaturen von 15,6 bis 19,4 °C, wobei er für kurze Zeit auch geringere Temperaturen toleriert. Größere Individuen im Atlantik mit Körperlängen von 80 bis 125 Zentimeter finden sich vor allem in kühleren Wasserschichten, während kleinere Exemplare die wärmeren Schichten bevorzugen.
Im Pazifik ist dieser Zusammenhang offensichtlich andersherum. Die Tiere konzentrieren sich vor allem entlang von thermalen Diskontinuitäten, wie sie etwa in der Transitionszone im Nordpazifik oder der Koroshio-Zone östlich von Japan sind, wo sie entsprechend in großer Zahl gefangen werden. Diese Gebiete zeichnen sich durch aufsteigende kühle Wasserschichten aus, die Organismen aus tieferen Schichten mitführen, gleichzeitig jedoch auch sauerstoffärmer sind. Die Minimalkonzentration für Sauerstoff entspricht wahrscheinlich der des Gelbflossen-Thuns und liegt bei etwa zwei Milliliter pro Liter.

## Lebensweise
Wie alle Thunfische ist auch der Weiße Thun ein opportunistischer Jäger und ernährt sich von einem großen Spektrum kleinerer Schwarmfische, Krebstiere und Tintenfische. Aufgrund ihrer Größe werden die Weißen Thun selbst nur von wenigen Räubern gejagt, vor allem Haie und Zahnwale kommen als Prädatoren in Frage.

### Fortpflanzung
Die Tiere im Pazifik erreichen ihre Geschlechtsreife bei etwa 90 Zentimeter (Weibchen) bzw. 97 Zentimeter (Männchen). Im Atlantik werden beide Geschlechter ab Körperlängen von etwa 94 Zentimeter geschlechtsreif. Obwohl die Fruchtbarkeit generell mit der Körpergröße der Weibchen zunimmt, gibt es keinen engeren Zusammenhang zwischen der Körpergröße und der Größe der Eierstöcke oder der Eianzahl. Ein etwa 20 Kilogramm schweres Weibchen kann in einer Saison zwei bis drei Millionen Eier produzieren, die in mindestens zwei Schüben entlassen und besamt werden.
Die Geschlechterzusammensetzung bei Jungfängen beträgt im Regelfall etwa 1:1 – sie verschiebt sich bei Fängen von geschlechtsreifen Tieren leicht in Richtung eines Übergewichts der Männchen, die geschlechtsreifen Weibchen haben offensichtlich eine höhere Mortalitätsrate.

### Wanderungen
Die Tiere ziehen häufiger mit den Wasserschichten als entlang von Temperatur- oder Sauerstoffgrenzen. Dabei legen sie sehr große Entfernungen zurück. Sie bilden Wandergruppen mit anderen Artgenossen des gleichen Alters. Außerdem bilden sie Gruppen mit anderen wandernden Thunfischarten. Häufig sind die Gruppen mit treibenden Objekten wie etwa Seegras assoziiert.
Es wurden unterschiedliche, sich teilweise widersprechende Modelle entwickelt, um diese Wanderungen zu beschreiben. Mindestens zwei Populationen werden jeweils für den Atlantik und Pazifik angenommen, zwischen denen wahrscheinlich nur geringe Interaktionen und Genflüsse stattfinden.

## Nutzung

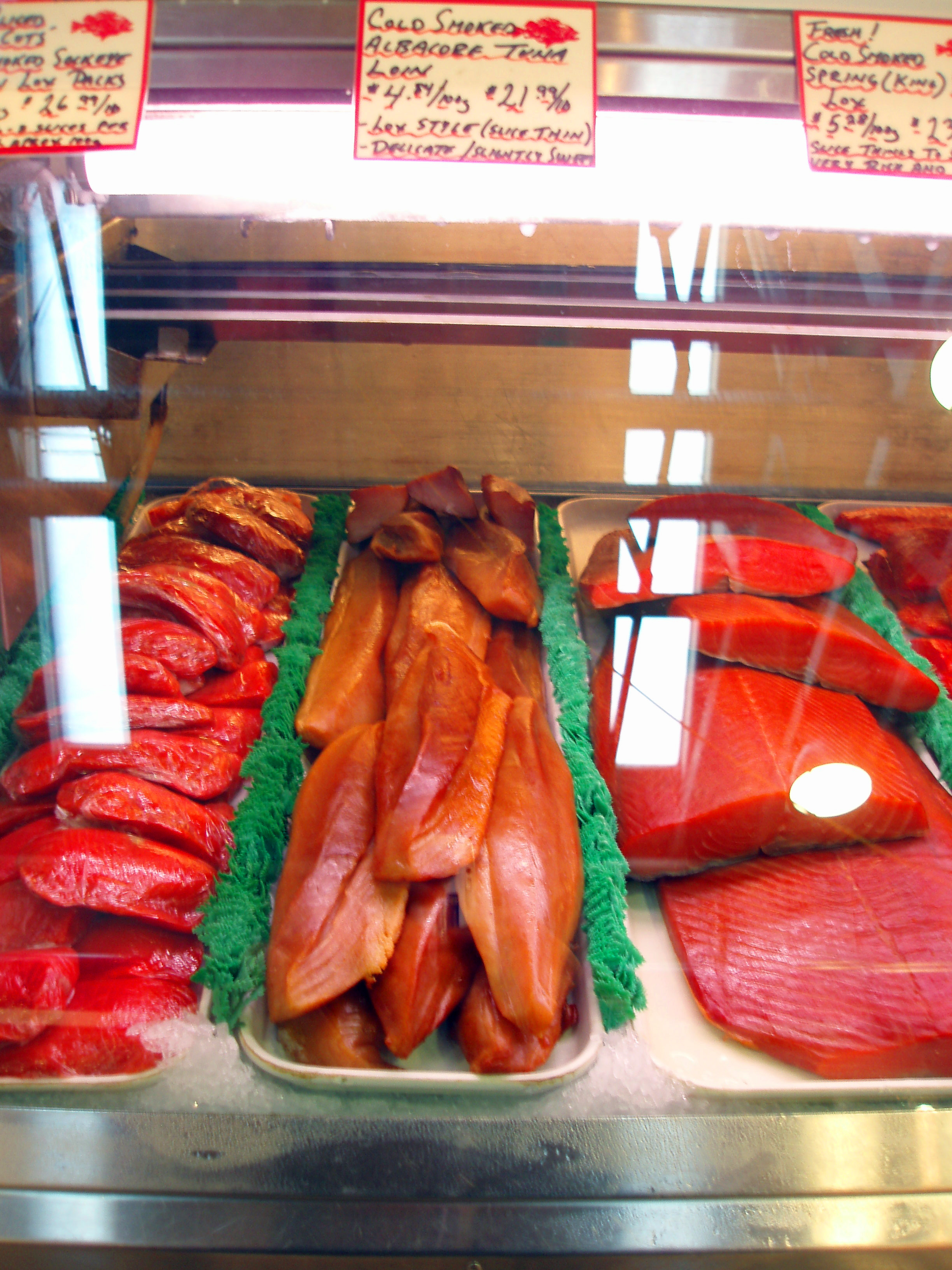
Geräucherter Albacore

Der Weiße Thun ist ein wertvoller Speisefisch und die Fischerei nach ihm wirtschaftlich bedeutsam. Er hat einen Anteil von 3,6 % an den globalen Thunfischfängen, wobei die Mengen von 1997 bis 2004 kontinuierlich mehr als 220.000 Tonnen pro Jahr betrugen. Im Jahr 2005 ging die Thunfischmenge rapide zurück, in dem Jahr wurden nur 54.412 Tonnen Weißer Thun gefischt. Er wird mit Angeln, durch Leinenfischen und mit Treibnetzen gefangen. Dabei liegen die Fanggebiete vor allem im Pazifik, wo mehr als die Hälfte der Fänge herkommen. Zu den Hauptfangnationen gehören Japan, Spanien, Frankreich, die USA, Neuseeland und Australien. Er ist zudem bei Sportfischern sehr beliebt.
Weißer Thun wird sowohl frisch, geräuchert als auch konserviert in Dosen vermarktet. Er wird als der Dosenthunfisch mit der höchsten Qualität eingeschätzt, allerdings hat man in ihm auch mehr Quecksilberanteile festgestellt als bei allen anderen Thunfischarten. Es kam daher auch schon zu Rückrufen von Dosenfisch mit hohem Quecksilberanteil.
Insgesamt wird der Weiße Thun von der IUCN als „potenziell gefährdet“ (Near Threatened) eingestuft. Die Art hat weltweit für die industrielle Fischerei Bedeutung. In weiten Teilen des Verbreitungsgebietes gibt es reglementierte Fangquoten, allerdings sind für das Mittelmeer und den Indischen Ozean Neubewertungen nötig. 
Im Indischen Ozean, im Südatlantik und im südlichen Pazifik liegen die Fangquoten derzeit unter der maximalen, im Idealfall eine nachhaltige Nutzung gewährleistenden Quote (Maximum Sustainable Yield, MSY). Nachdem der Nordatlantik in den letzten Jahren überfischt wurde, wurden 2009 die Fangquoten entsprechend den Vorschlägen der Wissenschaftler festgelegt, um diesen Prozess aufzuhalten. Im Nordpazifik gab es bislang nur einen sehr kleinen Bestandsrückgang, allerdings nimmt man an, dass die derzeitigen Entnahmen der Fischerei dort über der Nachhaltigkeitsgrenze liegen.